# Бюэ
Бюэ́ (фр. Bué) — коммуна во Франции, находится в регионе Центр. Департамент — Шер. Входит в состав кантона Сансер. Округ коммуны — Бурж.
Код INSEE коммуны — 18039.
Коммуна расположена приблизительно в 175 км к югу от Парижа, в 95 км юго-восточнее Орлеана, в 40 км к северо-востоку от Буржа.

## Население
Население коммуны на 2008 год составляло 348 человек.
| 1962 | 1968 | 1975 | 1982 | 1990 | 1999 | 2008 |
| ---- | ---- | ---- | ---- | ---- | ---- | ---- |
| 394  | 412  | 386  | 362  | 351  | 340  | 348  |

## Администрация
| Период | Период | Фамилия           | Партия | Примечания |
| ------ | ------ | ----------------- | ------ | ---------- |
| 2001   | 2008   | Эвелин Мишаилеско |        |            |
| 2008   | 2014   | Ноэль Пикар       |        |            |

## Экономика
В 2007 году среди 215 человек в трудоспособном возрасте (15-64 лет) 175 были экономически активными, 40 — неактивными (показатель активности — 81,4 %, в 1999 году было 74,6 %). Из 175 активных работали 170 человек (98 мужчин и 72 женщины), безработных было 5 (0 мужчин и 5 женщин). Среди 40 неактивных 16 человек были учениками или студентами, 14 — пенсионерами, 10 были неактивными по другим причинам.

## Фотогалерея

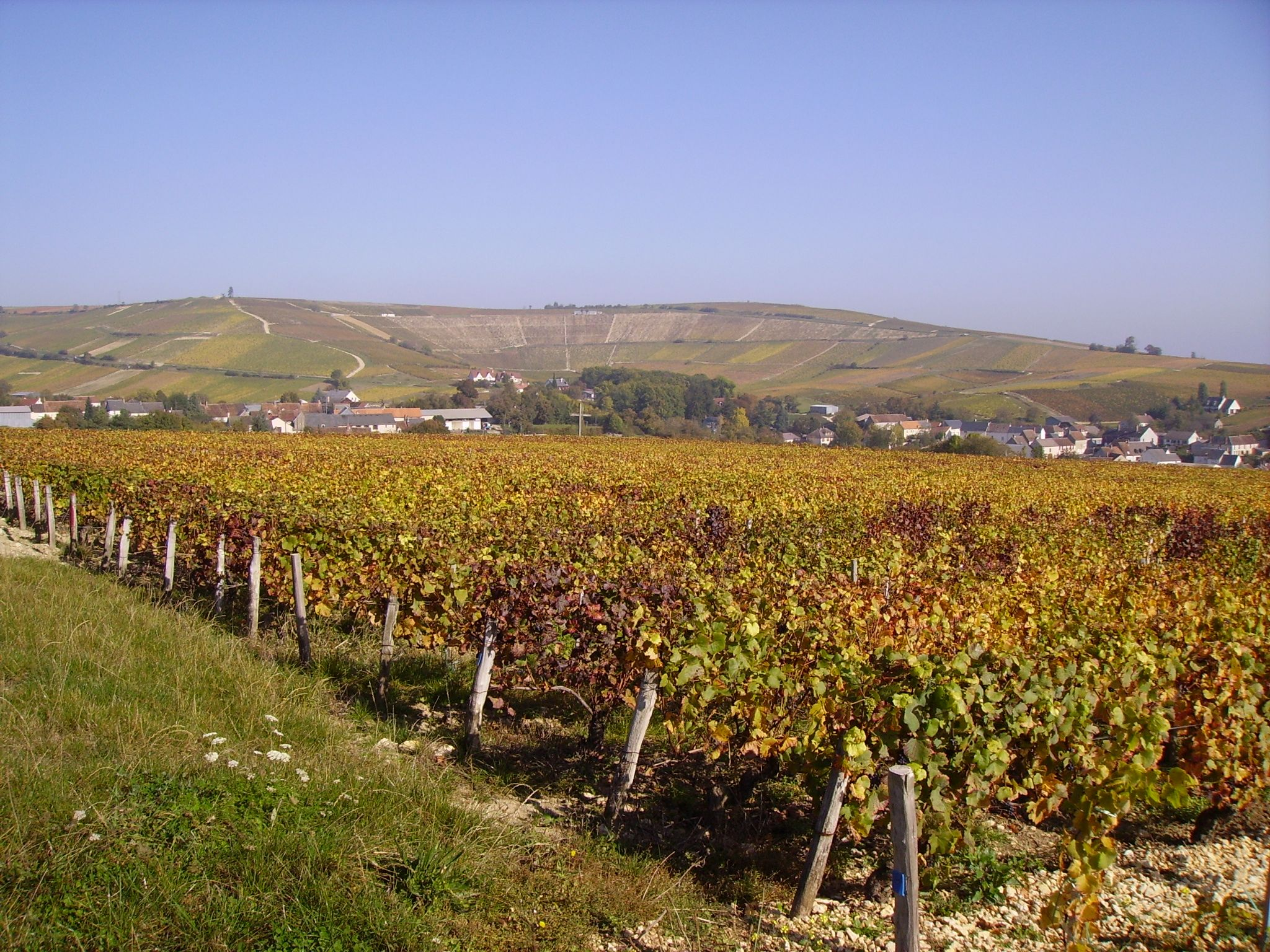
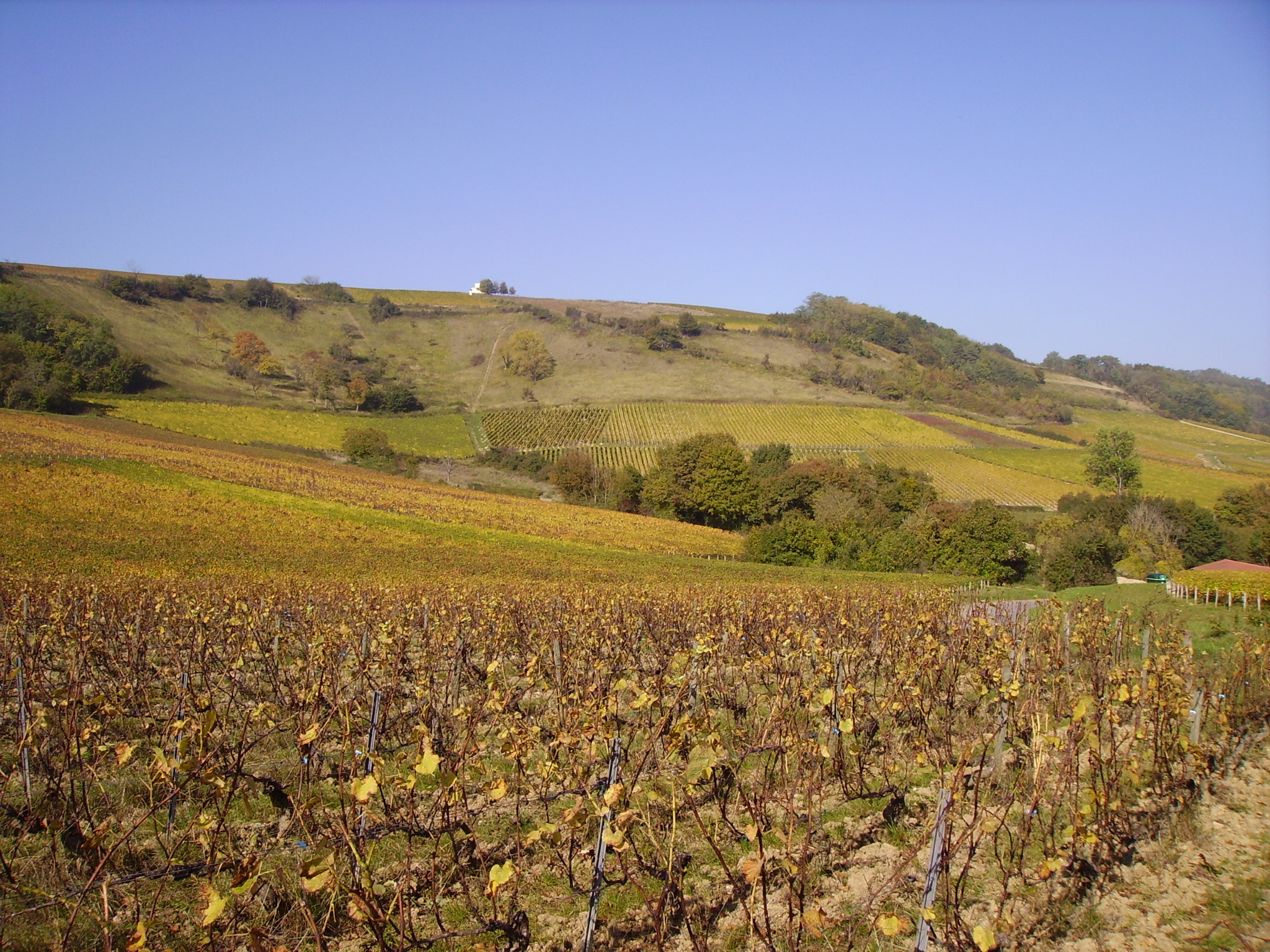
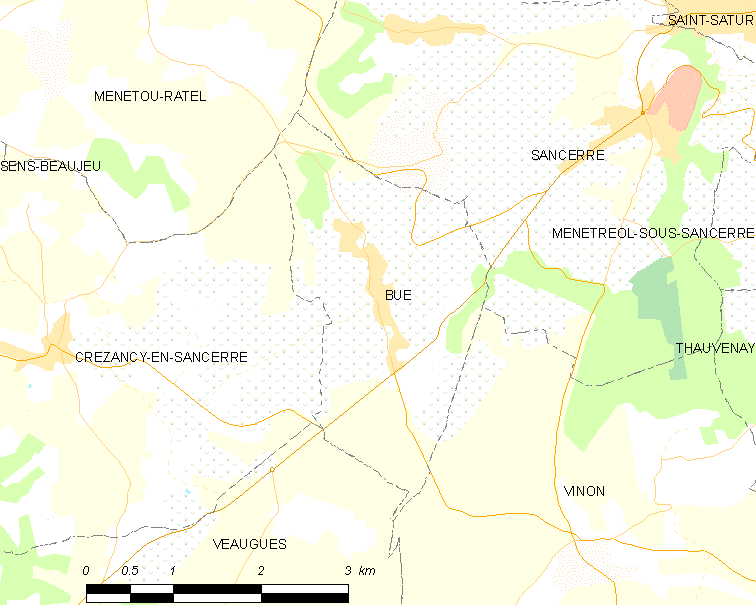
Карта коммуны